# Jens Mouris
Jens Mouris (ur. 12 marca 1980 w Amsterdamie) – holenderski kolarz torowy i szosowy, pięciokrotny medalista mistrzostw świata.

## Kariera
Pierwszy sukces w karierze Jens Mouris osiągnął w 1998 roku, kiedy został wicemistrzem świata juniorów w wyścigu punktowym. W 2000 roku brał udział w igrzyskach olimpijskich w Sydney, gdzie wraz z kolegami z reprezentacji zajął siódme miejsce e drużynowym wyścigu na dochodzenie. Cztery lata później, podczas igrzysk w Atenach Holendrzy z Mourisem w składzie zajęli piątą pozycję. Na mistrzostwach świata w Los Angeles w 2005 roku wspólnie z Nikim Terpstrą, Peterem Schepem i Levim Heimansem wywalczył srebrny medal w tej samej konkurencji. Ponadto na mistrzostwach świata w Bordeaux w 2006 roku wywalczył srebrny medal w indywidualnym wyścigu na dochodzenie, ulegając tylko Niemcowi Robertowi Bartko. Na igrzyskach olimpijskich w Pekinie w 2008 roku był piąty w drużynowym wyścigu na dochodzenie oraz piąty w madisonie. Od 2009 roku startuje głównie w wyścigach szosowych, jest zawodnikiem drużyny Orica-GreenEdge Cycling Team. Brązowy medalista mistrzostw świata w drużynowym wyścigu na czas podczas mistrzostw świata w 2012 roku.

## Najważniejsze zwycięstwa i sukcesy

### kolarstwo torowe
- 1998
  -  2. miejsce w mistrzostwach świata do lat 19 (wyścig punktowy)
- 2004
  -  1. miejsce w mistrzostwach Holandii (wyścig punktowy)
- 2005
  -  2. miejsce w mistrzostwach świata (wyścig drużynowy na dochodzenie)
- 2006
  -  1. miejsce w mistrzostwach Europy (omnium)
  -  2. miejsce w mistrzostwach świata (wyścig indywidualny na dochodzenie)
- 2007
  -  1. miejsce w mistrzostwach Europy (madison, razem z Peterem Schepem)

### kolarstwo szosowe)
- 2002
  - 3. miejsce w Olympia’s Tour
    - 1. miejsce w prologu
- 2012
  -  3. miejsce w mistrzostwach świata (wyścig drużynowy na czas)
- 2013
  -  2. miejsce w mistrzostwach świata (wyścig drużynowy na czas)